# Chiasmocleis anatipes
Chiasmocleis anatipes är en groddjursart som beskrevs av Walker och William Edward Duellman 1974. Chiasmocleis anatipes ingår i släktet Chiasmocleis och familjen Microhylidae. IUCN kategoriserar arten globalt som livskraftig. Inga underarter finns listade i Catalogue of Life.